# I farisei dell'isola
I farisei dell'isola (The Island Pharisees) è un romanzo dello scrittore inglese John Galsworthy pubblicato nel 1904 per la  casa editrice Heinemann, mentre una seconda edizione, fu pubblicata nel 1908 con numerose revisioni, la più importante delle quali è il cambiamento del narratore dalla prima alla terza persona.
Si tratta del primo romanzo nel quale l'autore non utilizzò il suo precedente pseudonimo, John Sinjohn, ma fece uso per la prima volta del suo vero nome. L'opera è considerata letterariamente ancora acerba ed in essa si vede ancora l'immaturità artistica dello scrittore, a cui fa da contrappeso un cinico senso di critica feroce nei confronti della classe media anglosassone.